# Episodi di Grantchester (decima stagione)
La decima stagione della serie televisiva Grantchester, composta da 8 episodi, è trasmessa in prima visione sul canale americano PBS dal 15 giugno al 3 agosto 2025.
Nel Regno Unito, la stagione sarà trasmessa sul canale britannico ITV. In Italia sarà trasmessa su Giallo.
| nº | Titolo originale | Titolo italiano | Prima TV Regno Unito | Prima TV Stati Uniti | Prima TV Italia |
| -- | ---------------- | --------------- | -------------------- | -------------------- | --------------- |
| 1  | Episode 1        | Episodio 1      | inedita              | 15 giugno 2025       | inedita         |
| 2  | Episode 2        | Episodio 2      | inedita              | 22 giugno 2025       | inedita         |
| 3  | Episode 3        | Episodio 3      | inedita              | 29 giugno 2025       | inedita         |
| 4  | Episode 4        | Episodio 4      | inedita              | 6 luglio 2025        | inedita         |
| 5  | Episode 5        | Episodio 5      | inedita              | 13 luglio 2025       | inedita         |
| 6  | Episode 6        | Episodio 6      | inedita              | 20 luglio 2025       | inedita         |
| 7  | Episode 7        | Episodio 7      | inedita              | 27 luglio 2025       | inedita         |
| 8  | Episode 8        | Episodio 8      | inedita              | 3 agosto 2025        | inedita         |

## Episodio 1
- Titolo originale: Episode 1

### Trama
Una morte sospetta interrompe le celebrazioni pasquali di Grantchester. Alphy cerca di usare il caso come distrazione dalla sua vita personale.

## Episodio 2
- Titolo originale: Episode 2

### Trama
Un lutto all'università trascina Geordie e Alphy in un mondo di avversari accademici. Alphy si ritrova a dover affrontare una complicazione nella sua vita sentimentale.

## Episodio 3
- Titolo originale: Episode 3

### Trama
I tentativi di Alphy di preparare una cena romantica vengono interrotti quando un volto familiare si presenta inaspettatamente alla canonica.

## Episodio 4
- Titolo originale: Episode 4

### Trama
Alphy e Geordie indagano sulla stregoneria in una casa per bambini orfani e svantaggiati gestita da un vecchio amico di Alphy.

## Episodio 5
- Titolo originale: Episode 5

### Trama
L'alcolismo di Leonard lo porta in prigione per la notte. Al risveglio, le conseguenze non fanno che aggravarsi.

## Episodio 6
- Titolo originale: Episode 6

### Trama
Alphy e Geordie indagano sull'omicidio di un membro di una rock band. Alphy è alle prese con alcuni problemi familiari.

## Episodio 7
- Titolo originale: Episode 7

### Trama
La nuova iniziativa imprenditoriale di Cathy e della signora Chapman incontra un serio ostacolo. Geordie cerca di intromettersi nella vita personale di Alphy.

## Episodio 8
- Titolo originale: Episode 8

### Trama
Alphy e Geordie tengono d'occhio l'aumento delle tensioni quando un personaggio controverso viene invitato a parlare all'università.